# Torre (Páramo)
Torre (llamada oficialmente San Martiño da Torre) es una parroquia española del municipio de Páramo, en la provincia de Lugo, Galicia.

## Otras denominaciones
La parroquia también es conocida por el nombre de San Martiño de Torre.

## Organización territorial
La parroquia está formada por catorce entidades de población, constando trece de ellas en el nomenclátor del Instituto Nacional de Estadística español:
- A Barreira
- Armada (A Armada)
- Campo (O Campo)
- Castro
- Mámoa (A Mámoa)
- Parapar
- Reboreda
- Río (O Río)
- San Martiño
- Santa Comba
- Trebolle
- Veiga (A Veiga)
- Vigo
- Vilar de Penas

## Demografía
| Gráfica de evolución demográfica de Torre entre 2000 y 2020 |
|                                                             |
| Datos según el nomenclátor publicado por el INE.            |